# Pinija
Pinija, pinj ili pitomi bor (Pinus pinea) je crnogorična vrsta drveća iz porodice Pinaceae.

## Izgled
Drvo je visoko oko 15-25 metara, a promjer debla mu je oko 60 cm. Krošnja mu je oblika kišobrana, deblo pravo i snažno, čisto od grana do znate visine, u usporedbi s ostalim vrstama iz ovog roda.
Kora je smeđecrvena, duboko izbrazdana, a ispuca na velike sivosmeđe ploče, debele 2 do 10 cm.
Korijenov sustav je dubok, veima razgranat, bez žile srčanice. 
Pupovi su valjkasti, ušiljeni, svijetlo smeđe boje. Ljuske su im bijelo oivičene, resaste. Pupovi nisu smolasti.
Iglice (četine) su zelenoplavičaste do svijetlozelene boje. Nalaze se po dvije u čuperku, duge 10 - 25 cm te debele 1.5 - 2 mm. Blago su povijene i krute, oštrog vrha. Opadaju treće ili četvrte godine.
Cvjetovi su jednospolni. Muške cvasti su žute, valjskaste. Ženski češeri izrastu na vrhovima izbojaka. Cvjetaju u ožujku i travnju.
češeri su crvenkastosmeđe boje, dugi od 8 do 14 cm i široki oko 10 cm. Jajasto kupastog su oblika, a ljuske imaju izbočenu tamnosmeđu sjajnu grebenastu apofizu i izraziti pupak. Zriju krajem treće godine, a nakon ispadanja sjemena ostaju na granama još nekoliko godina.
Pinija se razmnožava sjemenom. Sjeme je krupno, dugo 15 do 20 mm, a široko 5 do 11 mm. Okriljeno je vrlo uskim i kratkim krilcem, ima tvrdu sjemenjaču. U osnovi je smeđe, posuto crnkastim prahom. Jezgre su jestive, a upotrebljavaju se i za dobivanje jestivog ulja. Kliju s 10-13 kotiledona.

## Stanište
Ova vrsta nastanjuje kserotermna staništa eumediteranske zone zimzelene vegetacije. Može se javljati pojedinačno ili u manjim skupinama. U Hrvatskoj je pinija rasprostranjena po cijeloj obali, ali se smatra da je autohtona jedino na pjeskovitim terenima istočnog dijela otoka Mljeta.
Pinija je rasprostranjena uzduž obala sjevernog dijela Mediterana, od Portugala do Sirije, te na sjevernim obalama Crnog mora.

## Hrana
Pinija se diljem Sredozemlja uzgaja najmanje 6000 godina zbog svojih jestivih sjemenki, pinjola, a ponegdje se i naturalizirala. Pinjoli se jedu sirovi ili kuhani, a najveći proizvođaći su Italija, Španjoska i Portugal.

## Slike
- Pinija od jednog dana
- Pinija od 5 dana, s brojnim supkama
- Mlada pinija
- Pinija polegnuta vjetrom
- Zatvoreni češer
- Otvoreni češer
- Ljuska češera
- Sjemenke u različitim fazama
- Kora pinije

## Vanjske poveznice

### Ostali projekti
|  | Zajednički poslužitelj ima stranicu o temi Pinus pinea    |
|  | Zajednički poslužitelj ima još gradiva o temi Pinus pinea |
|  | Wikivrste imaju podatke o taksonu Pinus pinea             |

1. ↑  Stone pine. ScienceDirect. Pristupljeno 24. travnja 2025.